# Agathe Cléry
Agathe Cléry è un film del 2008 diretto da Étienne Chatiliez.
La pellicola, sceneggiata dal regista con Laurent Chouchan, ha per protagonisti Valérie Lemercier, Anthony Kavanagh, Dominique Lavanant e Jean Rochefort.

## Trama
Agathe Cléry, promettente dirigente di un'industria cosmetica e responsabile del marketing della crema Scandinavian, prodotto per pelli chiare, viene colpita dalla malattia di Addison: tale malattia causa una progressiva iperpigmentazione, cosicché la pelle di Agatha diventa nera. Incapace di accettare questa situazione, la donna viene lasciata dal fidanzato e perde il suo lavoro in quanto, visto il nuovo incarnato, non può degnamente rappresentare un cosmetico per la pelle chiara.
Agathe cerca un nuovo impiego ma con la sua nuova carnagione, si rivela una missione quasi impossibile; dopo molta fatica, tuttavia, trova lavoro in un ufficio dove invece per essere assunti bisogna avere la carnagione scura. Oltre a un nuovo impiego Agathe trova anche un nuovo amore, il suo direttore Quentin Lambert, al quale però non riesce a confessare di essere in realtà bianca. Quando anche questo problema sta per essere superato e Agathe ha definitivamente accettato la sua nuova vita, la malattia regredisce.

## Produzione
Étienne Chatiliez ha inserito nel film dei riferimenti a delle pubblicità da lui dirette negli anni 1980-1990.

## Riferimenti letterari
La storia ricorda quanto raccontato in un libro del 2002 di Guy Blanchard, in cui una bianca razzista diventa nera proprio a causa della malattia di Addison.